# 汪家河水库
汪家河水库是中国湖北省十堰市房县境内的一座水库，位于马栏河支流汪家河上，建于1971年。水库正常库容为850万立方米，集雨面积为75平方千米，海拔为129.25米。